# 江戸川区議会
江戸川区議会（えどがわくぎかい）は、東京都江戸川区の地方議会。

## 概要
- 定数：44人
- 任期：2023年5月2日 - 2027年5月1日
- 選挙区：区全体を1選挙区とする大選挙区制（単記非移譲式）
- 議長：福本光浩（区議会自由民主党）
- 副議長：堀江創一（江戸川区議会公明党）

| 会派名                           | 議席数 | 党派                               | 議員名（◎は幹事長もしくは団長）                                                                                               | 女性議員数 | 女性議員の割合(%) |
| -------------------------------- | ------ | ---------------------------------- | --- | ---------- | ----------------- |
| 区議会自由民主党                 | 12     | 自由民主党                         | ◎高木秀隆、野﨑信、中山隆仁、齊藤翼、田島寛之、鹿倉勇、白井正三郎、栗原佑卓、田中寿一、福本光浩、藤澤進一、須賀精二、島村和成 | 1          | 8.33              |
| 江戸川区議会公明党               | 12     | 公明党                             | ◎川瀬泰徳、竹内進、中道貴、関根麻美子、所隆宏、佐々木勇一、堀江創一、伊藤照子、川合佐奈子、太田公弘、窪田龍一                 | 4          | 33.33             |
| 無所属の会                       | 5      | あたらしい党1・無所属4             | ◎小林あすか、間宮由美、神尾昭央、金井しげる、桝秀行                                                                           | 2          | 40                |
| 日本共産党江戸川区議員団         | 4      | 日本共産党                         | ◎小俣則子、牧野けんじ、大橋美枝子、太田彩花                                                                                   | 3          | 75                |
| 区議会立憲民主・国民民主         | 4      | 立憲民主党3・国民民主党1           | ◎滝沢泰子、中野ヘンリ、きもと麻由、笹本ひさし                                                                                 | 2          | 50                |
| 生活者ネットワーク・れいわ新選組 | 3      | 生活者ネットワーク2・れいわ新選組1 | ◎伊藤ひとみ、本西光枝、田村ひろし                                                                                             | 2          | 66.67             |
| 日本維新の会                     | 2      | 日本維新の会                       | ◎丸山れいこ、林あきこ | 2          | 100               |
| 無所属                           | 1      | 参政党                             | 五十嵐まさお | 0          | 0                 |
| 無所属                           | 1      | 無所属                             | 岩田将和 | 0          | 0                 |
| 計                               | 44     |                                    | | 16         | 36.36             |

（2023年5月31日時点）

### 42人への定数削減
定数を44人から42人へ減らす条例改正が2023年3月24日に可決され2027年区議選から適用される予定である。

## 議員報酬等
| 役職     | 報酬            | 政務活動費  |
| -------- | --------------- | ----------- |
| 議長     | 月額 91万8700円 | 月額 20万円 |
| 副議長   | 月額 78万8500円 | 月額 20万円 |
| 委員長   | 月額 65万8700円 | 月額 20万円 |
| 副委員長 | 月額 63万1600円 | 月額 20万円 |
| 議員     | 月額 60万9700円 | 月額 20万円 |

※別途、年2回期末手当あり

## 出身者
- 島村一郎
- 大西英男
- 中津川博郷
- よぎ（プラニク・ヨゲンドラ）
- 上田令子

## 備考
- 2020年8月23日午前1時50分頃まで、日本維新の会所属の中津川将照は江戸川区の居酒屋で友人と飲食。家族が住む東京都港区の住宅に向かう途中の午前5時20分頃、港区芝の区道を走行中、停車中の乗用車に追突し、そのまま立ち去った。追突された車に乗っていた男女2人は首などに約3週間のけがを負った。同年12月3日、警視庁三田署は、道交法違反（ひき逃げ）と自動車運転処罰法違反（過失致傷）の疑いで中津川を書類送検した[5]。同年12月9日付で中津川は辞職した[6]。
- 2021年6月25日、東京都議会議員選挙が告示。公明党所属の竹平千春、自民党所属の大西洋平、立憲民主党所属のよぎが江戸川区選挙区（定数5）から立候補し辞職。なお都議選は7月4日に行われ、竹平は当選、大西とよぎは落選した。